# Pave Severinus
Severinus (død 2. august 640) var pave fra 28. maj til sin død i 640. Han blev fanget i en magtkamp med byzantinske kejser Heraklios over den igangværende monoteletiske omvendelse.
Han var født i Rom, og ifølge Liber Pontificalis hed hans far Avienus. Faderens navn indikerer, at han var efterkommer af medlemmer af det romerske senat. En tidligere Avienus var consul i 501.
Severinus blev valgt på tredjedagen efter sin forgænger Pave Honorius 1.s død.